# David Dowlen
Pour les articles homonymes, voir Dowlen.
David Dowlen, né le 3 février 1960 à Houston, est un joueur de tennis professionnel américain.

## Palmarès

### Titres en double messieurs
| No | Date       | Nom et lieu du tournoi               | Catégorie | Dotation  | Surface         | Partenaire   | Finalistes                 | Score         |          |
| -- | ---------- | ------------------------------------ | --------- | --------- | --------------- | ------------ | -------------------------- | ------------- | -------- |
| 1  | 28-02-1983 | Copa Monterrey Monterrey             |           | 75 000 $  | Moquette (int.) | Nduka Odizor | Andy Andrews John Sadri    | 3-6, 6-3, 6-4 | Parcours |
| 2  | 07-05-1984 | WCT Tournament of Champions New York |           | 300 000 $ | Terre (ext.)    | Nduka Odizor | Ernie Fernandez David Pate | 7-6, 7-5      |          |
| 3  | 08-10-1984 | Tournoi de tennis du Japon Tokyo     |           | 100 000 $ | Dur (ext.)      | Nduka Odizor | Mark Dickson Steve Meister | 6-7, 6-4, 6-3 |          |
| 4  | 09-12-1985 | New South Wales Open Sydney          |           | 125 000 $ | Gazon (ext.)    | Nduka Odizor | Broderick Dyke Wally Masur | 6-4, 7-6      | Parcours |

### Finales en double messieurs
| No | Date       | Nom et lieu du tournoi                  | Catégorie  | Dotation  | Surface         | Vainqueurs                      | Partenaire   | Score         |  |
| -- | ---------- | --------------------------------------- | ---------- | --------- | --------------- | ------------------------------- | ------------ | ------------- |  |
| 1  | 26-03-1984 | Paine Webber Classic Boca Raton         |            | 350 000 $ | Dur (ext.)      | Mark Edmondson Sherwood Stewart | Nduka Odizor | 4-6, 6-1, 6-4 |  |
| 2  | 02-04-1984 | Tournoi de tennis de River Oaks Houston |            | NC $      | NC              | Pat Cash Paul McNamee           | Nduka Odizor | 7-5, 4-6, 6-3 |  |
| 3  | 21-10-1985 | Melbourne Indoor Melbourne              | Grand Prix | 100 000 $ | Moquette (int.) | Brad Drewett Matt Mitchell      | Nduka Odizor | 4-6, 7-6, 6-4 |  |